# Ansaugtrakt
Der Ansaugtrakt umfasst alle Verbrennungsluft führenden Bauteile einer Verbrennungskraftmaschine, die sich vor  dem Brennraum befinden. Er besteht in der Regel aus einer Ansaugöffnung, einem Luftfilter und einem Ansaugkrümmer (gegebenenfalls mit Vorwärmung). Der Luftfilter kann in einem Gehäuse (auch Luftsammler oder Airbox genannt) untergebracht sein oder offen vorliegen.
Bei Verbrennungskraftmaschinen mit äußerer Gemischbildung enthält der Ansaugtrakt auch einen Vergaser oder eine Einspritzanlage sowie deren Hilfsaggregate. Bei Motoren mit Motoraufladung sind Turbolader oder Kompressor ebenfalls Teil des Ansaugtraktes. Bei diesen Ausführungen herrscht im Ansaugtrakt gegebenenfalls auch ein Überdruck. Ein Ansaugtrakt muss vollkommen dicht sein, um die einwandfreie Arbeit von Verbrennungskraftmaschine und auch eventueller unterdruckbetriebener Hilfsantriebe wie des Bremskraftverstärkers sicherzustellen.